# Liste von Pyramiden
Diese Liste von Pyramiden ist eine Übersicht über historische Pyramidenbauwerke (sowie Stufenpyramiden und Stufenbauwerke) weltweit bis zum Beginn der Neuzeit. Die Liste ist nicht vollständig, da aus Ländern mit vielen Pyramiden nur die allerwichtigsten hier aufgeführt sind (die weiteren sind jeweils über einen entsprechenden Länder-Link verfügbar) – sie soll aber alle bekannten Bauweisen abdecken. Eine separate Liste neuzeitlicher Pyramiden führt pyramidenförmige Bauwerke mit einer Entstehungszeit in der Neuzeit auf.

## Afrika

### Ägypten
Die Geschichte des alten Ägypten erstreckt sich bis etwa 395 n. Chr.

### Sudan
Zu den Pyramiden des Reiches von Kusch (ca. 700 v. Chr. – 300 n. Chr.) zählen:
| Pyramide                  | Ort                  | Entstehungszeit                    | Anmerkungen | Abbildung |
| ------------------------- | -------------------- | ---------------------------------- | ----------- | --------- |
| Pyramiden von Meroe       | Meroe                | um 300 v. Chr. bis um 300 n. Chr.  |             |           |
| Pyramiden von al-Kurru    | al-Kurru (Napata)    | 860 v. Chr. bis 643 v. Chr.        |             |           |
| Pyramiden von Nuri        | Nuri (Napata)        | um 664 v. Chr. bis um 330 v. Chr.  |             |           |
| Pyramiden vom Berg Barkal | Berg Barkal (Napata) | um 250 v. Chr. bis 1. Jhd. v. Chr. |             |           |

### Mali
| Pyramide          | Ort | Entstehungszeit           | Anmerkungen | Abbildung |
| ----------------- | --- | ------------------------- | ----------- | --------- |
| Grabmal von Askia | Gao | Ende des 15. Jahrhunderts |             |           |

## VorderasienundAsien

### Irak, Iran
Zu den pyramidenförmigen Bauwerken Mesopotamiens zählen:
| Pyramide                          | Ort                         | Entstehungszeit | Anmerkungen | Abbildung |
| --------------------------------- | --------------------------- | --------------- | ----------- | --------- |
| Zikkurat des Mondgottes Nanna     | Ur (heute Irak)             |                 |             |           |
| Eanna-Zikkurat                    | Uruk (heute Irak)           |                 |             |           |
| Stufenpyramide von Tschoga Zanbil | Tschoga Zanbil (heute Iran) |                 |             |           |

### Volksrepublik China
Bei den Pyramiden von China handelt es sich in der Regel um Erdhügel. Die legendäre Weiße Pyramide ist nicht eindeutig identifiziert. Zur größten Gruppe zählen die Mausoleen der Kaiser der Westlichen Han-Dynastie.

### Kambodscha
| Pyramide            | Ort     | Entstehungszeit                  | Anmerkungen         | Abbildung |
| ------------------- | ------- | -------------------------------- | ------------------- | --------- |
| Prang (Prasat Thom) | Koh Ker | Jayavarman IV. (928–941 n. Chr.) | 36 m hoch, 7 Stufen |           |

## Nord-, Mittel- und Südamerika
Insbesondere in Mesoamerika (im Bereich der heutigen Staaten Mexiko, Belize, Guatemala, El Salvador, Honduras, Nicaragua und Costa Rica) gibt es sehr viele Stufenpyramiden. Sie sind zum Teil in Gruppen zusammengefasst, durchnummeriert oder mit Buchstaben versehen.

### Belize
| Pyramide                            | Ort          | Entstehungszeit              | Anmerkungen                                                                  | Abbildung |
| ----------------------------------- | ------------ | ---------------------------- | ---------------------------------------------------------------------------- | --------- |
| Caracol, Canaa (Palast des Himmels) | Provinz Cayo |                              | Höhe ca. 43 m                                                                |           |
| El Pilar                            | Provinz Cayo | 500 v. Chr. bis 1000 n. Chr. | Besteht aus etwa 15 großen Pyramiden mit 25 Plazas und vielen Nebengebäuden. |           |
| Nim Li Punit                        |              |                              |                                                                              |           |

### Guatemala
| Pyramide              | Ort               | Entstehungszeit | Anmerkungen | Abbildung |
| --------------------- | ----------------- | --------------- | ----------- | --------- |
| El Tigre              | El Mirador (Maya) |                 |             |           |
| La Danta              | El Mirador        |                 |             |           |
| Monos-Pyramide        | El Mirador        |                 |             |           |
| León-Pyramide         | El Mirador        |                 |             |           |
| Hauptpyramide         | Tikal             |                 |             |           |
| Komplex M             | Tikal             |                 |             |           |
| Komplex N             | Tikal             |                 |             |           |
| Komplex O             | Tikal             |                 |             |           |
| Komplex P             | Tikal             |                 |             |           |
| Komplex Q             | Tikal             |                 |             |           |
| Komplex R             | Tikal             |                 |             |           |
| Nordpakropolis        | Tikal             |                 |             |           |
| Pyramide I (Maya)     | Tikal             |                 |             |           |
| Pyramide II (Maya)    | Tikal             |                 |             |           |
| Pyramide III (Maya)   | Tikal             |                 |             |           |
| Pyramide IV (Maya)    | Tikal             |                 |             |           |
| Pyramide V (Maya)     | Tikal             |                 |             |           |
| Zwillingskomplex 4E-4 | Tikal             |                 |             |           |

### Honduras
| Pyramide      | Ort   | Entstehungszeit | Anmerkungen | Abbildung |
| ------------- | ----- | --------------- | ----------- | --------- |
| Hohe Pyramide | Copán |                 |             |           |

### Mexiko
| Pyramide                                    | Ort                                                     | Entstehungszeit             | Anmerkungen | Abbildung |
| ------------------------------------------- | ------------------------------------------------------- | --------------------------- | --- | --------- |
| Pyramide (Struktur I, Maya)                 | Calakmul                                                |                             | |           |
| Pyramide (Struktur II, Maya)                | Calakmul                                                |                             | größte Stätte der Maya überhaupt. Grundmaß der Pyramide ca. 140 × 140 m, Höhe 45 m. |           |
| Nohoch Mul Pyramide (Maya)                  | Cobá (mexikanischer Teil der Halbinsel Yucatán)         |                             | |           |
| Grab des Hohepriesters                      | Chichén Itzá (mexikanischer Teil der Halbinsel Yucatán) |                             | |           |
| El Castillo, Pyramide des Kukulcán (Maya)   | Chichén Itzá (mexikanischer Teil der Halbinsel Yucatán) |                             | |           |
| Tempel der Krieger                          | Chichén Itzá (mexikanischer Teil der Halbinsel Yucatán) |                             | |           |
| Pyramide von Kukulkán                       | Mayapán                                                 |                             | |           |
| Templo Mayor                                | Mexiko-Stadt                                            |                             | |           |
| Pyramide der Inschriften (Maya)             | Palenque (mexikanischer Teil der Halbinsel Yucatán)     |                             | |           |
| Tempel des Kreuzes (Maya)                   | Palenque                                                |                             | |           |
| Pyramiden von Plazuelas                     | Plazuelas                                               |                             | Pyramidenanlage im Bundesstaat Guanajuato. Bestehend aus 3 Pyramiden mit umliegenden Bauten und einem Ballspielplatz. |           |
| Pyramide des Wahrsagers o. Magiers (Maya)   | Uxmal (mexikanischer Teil der Halbinsel Yucatán)        |                             | |           |
| Große Pyramide                              | Uxmal                                                   |                             | Heute eine Ruine |           |
| Sonnenpyramide von Teotihuacán              | Teotihuacán                                             |                             | |           |
| Mondpyramide von Teotihuacán                | Teotihuacán                                             |                             | Neben der Mondpyramide liegt die Gruppe 5, diese besteht aus 3 kleineren Pyramiden neben der Gruppe 5 befinden sich 2 weitere, kleine Pyramiden um den Platz der Mondpyramide liegen 12 kleine Pyramiden um den Säulenplatz gruppieren sich 3 Pyramiden bei der Sonnenpyramide befinden sich 2 weitere Pyramiden am Totenweg sind 2 Pyramiden vor der Quetzalcoatlpyramide sind 4 kleinere Pyramiden. |           |
| Quetzalcoatlpyramide                        | Teotihuacán                                             |                             | |           |
| Pyramide von Cacaxtla                       | Tlaxcala                                                |                             | |           |
| Morgensternpyramide (Pyramide der Atlanten) | Tula (oder alt: Tollan)                                 |                             | Tolteken |           |
| Pyramide von Cholula                        | San Andrés Cholula                                      | 400 v. Chr. bis 700 n. Chr. | Dem Volumen nach größte Pyramide der Welt. |           |
| Arroyo Gruppe                               | El Tajín                                                |                             | Platz umgeben von 4 Pyramiden |           |
| Edificio V                                  | El Tajín                                                |                             | |           |
| Edificio XII                                | El Tajín                                                |                             | |           |
| Edificio XXIII                              | El Tajín                                                |                             | |           |
| Nischenpyramide (Totonaken)                 | El Tajín                                                |                             | Höhe 25 m |           |

### Peru
| Pyramide                 | Ort        | Entstehungszeit     | Anmerkungen                                                         | Abbildung |
| ------------------------ | ---------- | ------------------- | ------------------------------------------------------------------- | --------- |
| Sonnenpyramide der Moche | Trujillo   | ca. 300–800 n. Chr. | Zentrum der Moche-Kultur                                            |           |
| Mondpyramide der Moche   | Trujillo   | ca. 300–800 n. Chr. | Zentrum der Moche-Kultur                                            |           |
| El Brujo                 | Trujillo   |                     | Moche-Kultur, "Señora de Cao"                                       |           |
| Huaca Rajada             | Chiclayo   |                     | Moche-Kultur, "Señor de Sipán"                                      |           |
| Pyramiden von Caral      | Caral      |                     |                                                                     |           |
| Lehmpyramiden von Túcume | Túcume     | ca. 1100 n. Chr.    |                                                                     |           |
| Huaca Pucllana           | Miraflores | 6. Jh. n. Chr.      | Kultisches Zentrum der Lima-Kultur, spätere Nutzung durch die Wari. |           |

### Vereinigte Staaten
| Pyramide    | Ort     | Entstehungszeit | Anmerkungen                                                            | Abbildung |
| ----------- | ------- | --------------- | ---------------------------------------------------------------------- | --------- |
| Monks Mound | Cahokia |                 | größte präkolumbische Erdpyramide in Nordamerika nördlich Mesoamerikas |           |

## Europa

### Frankreich
| Pyramide            | Ort   | Entstehungszeit | Anmerkungen                                | Abbildung |
| ------------------- | ----- | --------------- | ------------------------------------------ | --------- |
| Pyramide de Couhard | Autun | 2. Jhd. n. Chr. | Mausoleum der römischen Stadt Augustodunum |           |

### Griechenland
| Pyramide                | Ort        | Entstehungszeit | Anmerkungen                       | Abbildung |
| ----------------------- | ---------- | --------------- | --------------------------------- | --------- |
| Pyramide von Hellinikon | Hellinikon |                 |                                   |           |
| Pyramide von Ligourio   |            |                 | Vermutlich eher nur ein Wachturm. |           |
| Pyramide von Viglaphia  |            |                 |                                   |           |

### Italien
| Pyramide         | Ort | Entstehungszeit | Anmerkungen                                    | Abbildung |
| ---------------- | --- | --------------- | ---------------------------------------------- | --------- |
| Cestius-Pyramide | Rom | 18–12 v. Chr.   |                                                |           |
| Meta Romuli      | Rom |                 | Die Reste des Bauwerks wurden 1564 abgetragen. |           |

### Spanien
| Pyramide               | Ort | Entstehungszeit | Anmerkungen | Abbildung |
| ---------------------- | --- | --------------- | --- | --------- |
| Pyramiden von La Palma |     |                 | Der Franziskaner Fray Juan de Abreu Galindo beschrieb 1632 lose Steinhaufen in Pyramidenform für die Götzenanbetung. |           |

### Pyramiden weltweit
- Mario Koch: Pyramiden der Welt. In: MegaLithos, Heft 4/2004, Verlag Sven Näther, Wilhelmshorst, ISSN 1439-7366.
- Erich Lehner: Wege der architektonischen Evolution – Die Polygenese von Pyramiden und Stufenbauten. Aspekte zu einer vergleichenden Architekturgeschichte. Phoibos-Verlag, Wien 1998, ISBN 3-901232-17-6.

### Pyramiden in Ägypten
- Mohammed Zakaria Goneim: Die verschollene Pyramide. Neuauflage 2006, ISBN 3-8334-6137-3
- Zahi Hawass: Die Schätze der Pyramiden. Weltbild, ISBN 3-8289-0809-8
- Peter Jánosi: Die Pyramiden. Mythos und Archäologie. Beck, München 2004, ISBN 3-406-50831-6
- Jean-Philippe Lauer: Das Geheimnis der Pyramiden. Herbig, München 1980, ISBN 3-8118-3387-1
- Mark Lehner: Das erste Weltwunder. London 1997
- Mark Lehner: Das Geheimnis der Pyramiden in Ägypten. ISBN 3-572-01039-X
- Alberto Siliotti, Zahi A Hawass: Pyramiden. Pharaonengräber des Alten und Mittleren Reiches. Müller, Erlangen 1998, ISBN 3-86070-650-0.
- Rainer Stadelmann: Die ägyptischen Pyramiden. Vom Ziegelbau zum Weltwunder (= Kulturgeschichte der Antiken Welt. Band 30). 3., aktualisierte und erweiterte Auflage. Philipp von Zabern, Mainz 1997, ISBN 3-8053-1142-7.
- Miroslav Verner: Die Pyramiden. Prag 1997.

### Pyramiden in Mittelamerika
- Nikolai Grube (Hrsg.): Maya – Gottkönige im Regenwald. Könemann, Köln 2000, ISBN 3-8290-1564-X
- Baldur Köster: Pyramiden und Paläste in Mittelamerika. Ein Vergleich mit Bauten der Ägypter und Griechen. Verlag Philipp von Zabern, Mainz 2003, ISBN 3-8053-3254-8

### Zikkurats in Mesopotamien
- Ernst Heinrich: Die Tempel und Heiligtümer im alten Mesopotamien: Typologie, Morphologie und Geschichte. de Gruyter, Berlin 1982, ISBN 3-11-008531-3